# Détroit de Lewis
Le détroit de Lewis est un détroit s'étendant en direction nord-ouest/sud-est entre l'île Lavoisier et Krogh Island au nord-est et Watkins Island au sud-ouest, dans les îles Biscoe en Antarctique.

## Histoire
Il a été cartographié pour la première fois en 1956-1957 lors de la Falkland Islands and Dependencies Aerial Survey Expedition. L'UK Antarctic Place-Names Committee l'a baptisée en 1960 en hommage au cardiologue Thomas Lewis.